# KDA-3 (航空機)
川崎 KDA-3
- 用途：戦闘機
- 設計者：リヒャルト・フォークト
- 製造者：川崎造船所飛行機部
- 運用者：大日本帝国陸軍
- 初飛行：1928年3月
- 生産数：3機
- 運用状況：不採用・退役

KDA-3は、川崎造船所飛行機部（後の川崎航空機工業）が大日本帝国陸軍向けに試作した戦闘機。機体名称の「KDA」は「Kawasaki Dockyard, Army」の略。

## 経緯
1927年（昭和2年）3月、陸軍は旧式化した甲式四型戦闘機を代替する新型戦闘機の競争試作を三菱航空機、中島飛行機、川崎、石川島飛行機の4社に命じ、これを受けて三菱・中島・川崎の3社が実機を製作することになった。川崎では1927年7月にリヒャルト・フォークト技師を中心としてKDA-3の設計を開始し、1928年（昭和3年）3月に自社実験用の一号機が完成。続いて5月に陸軍向けの試験機である二号機と三号機が完成した。
一号機は各務原で試験飛行中の1928年4月1日に、着陸時に事故を起こし破損。二、三号機は一号機の事故を受けてエンジンおよび尾翼形状の変更を行った後、ドイツ人のユースト操縦士をテストパイロットとして所沢で陸軍による審査飛行に従事したが、この際にエンジン故障を起こしている。同時に審査飛行中だった三菱の隼型試作戦闘機が急降下飛行時に空中分解事故を起こした事を受けて審査は中止され、陸軍は3社の試作機に対する破壊試験を実施。その結果、いずれも機体強度が十分ではないことが判明し、3社ともに不採用となった。なお、最終的にはもっとも強度が高かった中島のNCが、改造を重ねた末に九一式戦闘機として制式採用されている。
その後、不採用となった試作機は川崎の社有実験機として金属製機材の研究に用いられ、うち一号機は1928年7月に修理を完了させた後、8月から9月にかけて川崎による飛行試験を行った。また、三号機は民間仕様の練習機に改造されて亜細亜航空機関学校に払い下げられた。

## 設計
機体は川崎がドイツから輸入したドルニエ Do Hなどに範を取ったドルニエ系の設計に基づく、全金属製胴体に木金混合骨組羽布張りのパラソル翼を持つ単葉機で、降着装置は固定脚。当初は一葉半の複葉機として計画されていたが、1927年5月に行われた陸軍の設計審査の際に、陸軍側からパラソル翼の採用を要求されたため実機の形となった。エンジンは一号機と二、三号機で異なり、一号機はBMW-6エンジンを、二、三号機はイスパノ・スイザ製450 hpエンジンを搭載していた。

## 諸元（一号機）
- 全長：8.85 m
- 全幅：12.60 m
- 全高：3.00 m
- 主翼面積：25.0 m2
- 自重：1,350 kg
- 全備重量：1,950 kg
- エンジン：BMW-6 水冷V型12気筒（最大630 hp） × 1
- 最大速度：285 km/h
- 実用上昇限度：9,000 m
- 武装：7.7mm固定機銃 × 2
- 乗員：1名